# Mukhbain Singh
Mukhbain Singh, född den 12 december 1944, är en indisk landhockeyspelare.
Han tog OS-brons i herrarnas landhockeyturnering i samband med de olympiska sommarspelen 1972 i München.